# Daldorfia horrida
Daldorfia horrida är en kräftdjursart som först beskrevs av Carl von Linné 1758.  Daldorfia horrida ingår i släktet Daldorfia och familjen Daldorfiidae. Inga underarter finns listade i Catalogue of Life.

## Bildgalleri

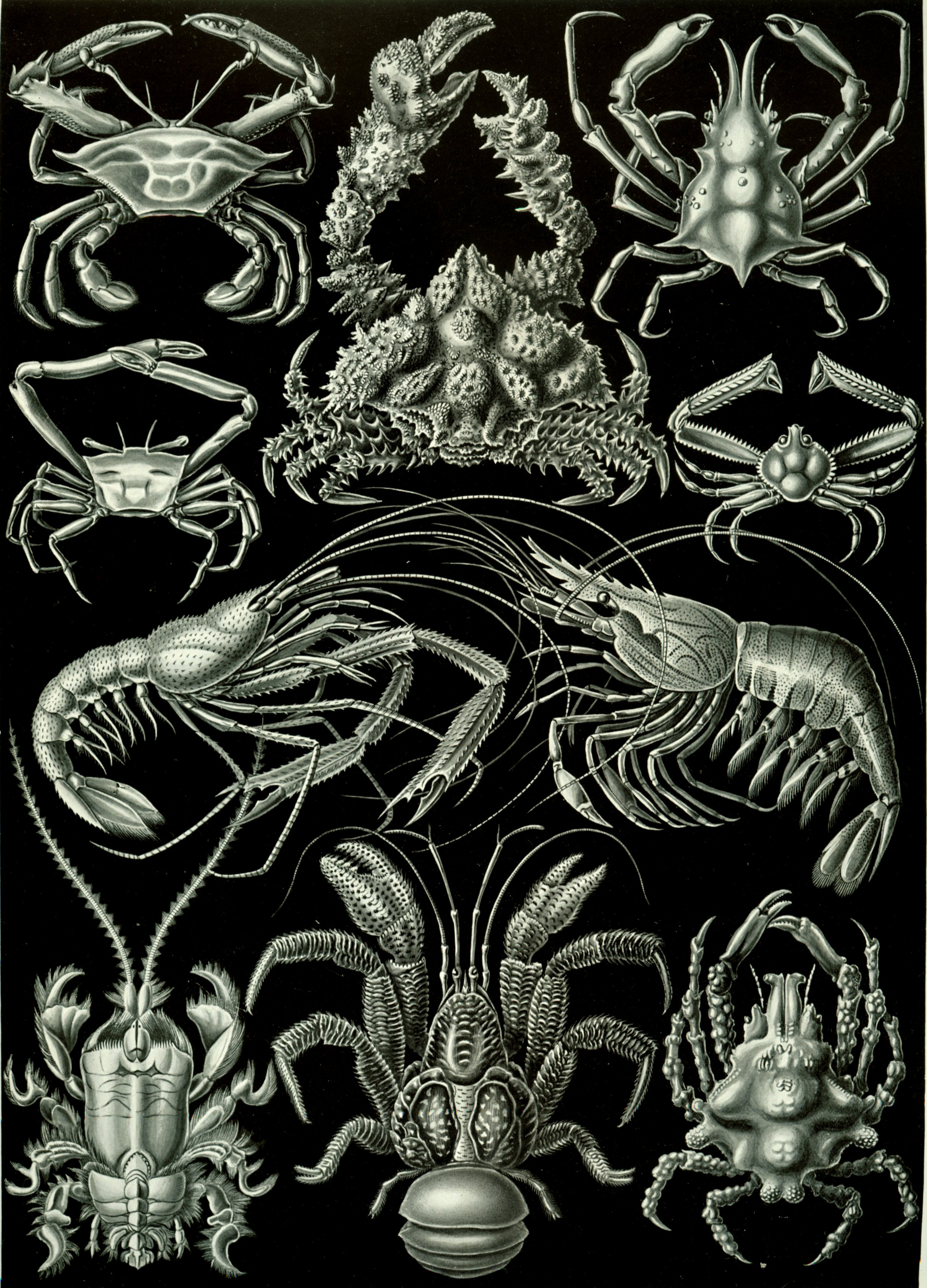